# Minority Front
Het Minority Front (Nederlands: Front voor de Minderheden) is een Zuid-Afrikaanse politieke partij die zich inzet voor de belangen van de minderheden in het land, in het bijzonder die van de Indiase gemeenschap in KwaZoeloe-Natal.
Het Minority Front werd in november 1993 opgericht als opvolger van de National People's Party en behaalde bij de eerste democratische en multiraciale parlementsverkiezingen van april 1994 0,07% van de stemmen, onvoldoende voor een zetel. Bij de parlementsverkiezingen van 1999 wist de partij met 0,30% van de stemmen één zetel te behalen. In 2004 wist het Minority Front haar zetelaantal te verdubbelen.
Bij de parlementsverkiezingen van 22 april 2009 behaalde de partij 0,25% van de stemmen en moest één zetel inleveren.

## Geschiedenis
De voorloper van het Minority Front was de National People's Party (Nationale Volkspartij), tussen 1984 en 1989 met 18 zetels de grootste partij in de Raad van Afgevaardigden, de kamer voor Indiërs in het driekamerparlement. Van 1984 tot 1989 was Amichand Rajbansi, de voorzitter van de NPP, tevens voorzitter van de Raad van Afgevaardigden en Chief Minister (eerste minister) van de Indiase gemeenschap. Vanwege haar te nauwe samenwerking met het apartheidsbewind behaalde de NPP bij de verkiezingen van 1989 nog maar 8 zetels en moest Rajbansi als Chief Minister aftreden.

## Achterban
Het Minority Front dat in theorie opkomt voor de belangen van de diverse minderheden is in praktijk een partij die vooral de belangen behartigt van de Indiërs die vooral wonen in de provincie KwaZoeloe-Natal. De aanhang voor de partij in Durban is het grootst.

## Leider
De partijleider van het Minority Front is Amichand Rajbansi, onder het apartheidsbeind Chief Minister van de Indiase gemeenschap en voorzitter van de Raad van Afgevaardigden.

## Verkiezingsuitslagen 1994-2009
| Jaar | stemmen | %     | zetels |
| ---- | ------- | ----- | ------ |
| 1994 | 13.433  | 0,07% | -      |
| 1999 | 48.277  | 0,30% | 1      |
| 2004 | 55.267  | 0,35% | 2      |
| 2009 | 43.474  | 0,25% | 1      |